# Борино (село, Смолянская область)
Борино (болг. Борино) — село в Болгарии. Находится в Смолянской области, входит в общину Борино. Население составляет 2520 человек.

## Политическая ситуация
Борино подчиняется непосредственно общине и не имеет своего кмета.
Кмет (мэр) общины Борино — Октай Мустафов Алиев Движение за права и свободы (ДПС)) по результатам выборов.